# Ackermannstift

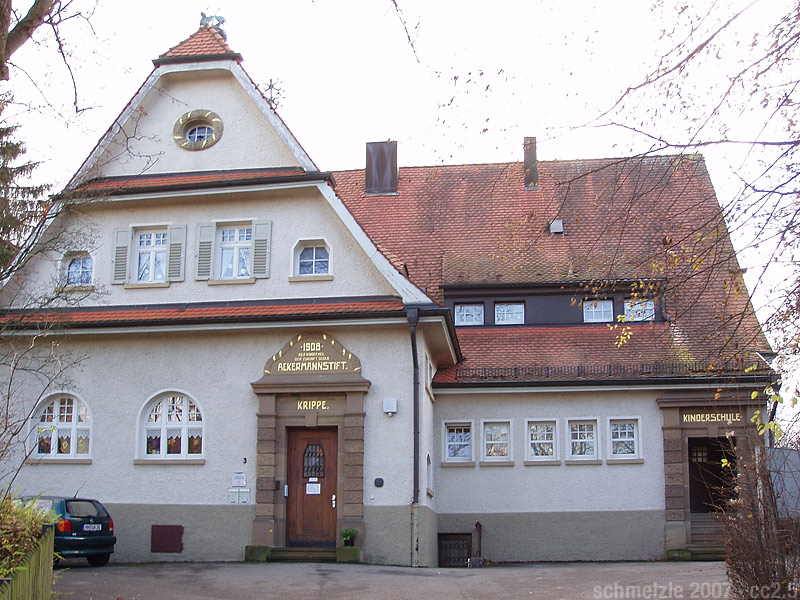
Ackermannstift in Heilbronn-Sontheim

Das Ackermannstift an der Lauffener Straße 3 in Sontheim ist ein Kulturdenkmal. Es wurde als evangelische Kleinkinderschule errichtet, finanziert durch eine Stiftung der Zwirnerei Ackermann.

## Beschreibung
Die Kleinkinderschule ist ein eingeschossiger Putzbau im Stil der englischen Landhaus-Architektur, der in den Jahren 1907 bis 1909 nach Plänen der Stuttgarter Architekten Richard Böklen und Carl Feil errichtet wurde. Die Südseite des Hauses ist im Stil des Neoklassizismus mit einem Dreiecksgiebel im Stile Palladios ausgestaltet. Die Eingangsseite des Baus ist im Stil des Neobarock mit einem neobarocken Portal gestaltet.
Das Ackermannstift dient nach wie vor als Kindergarten der evangelischen Gesamtkirchengemeinde Heilbronn.

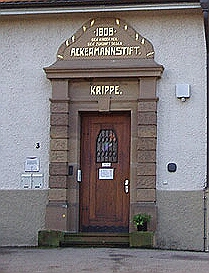
Neobarockes Portal
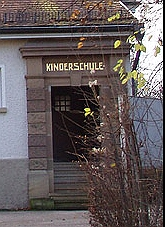
Weiteres Portal